# Phare du Paon
Le phare du Paon est situé sur la roche du Paon au nord de l'île de Bréhat, dans les Côtes-d'Armor au large de Paimpol.
Avec le phare du Rosédo, il donne la direction du passage par l'écueil de la Horaine.

## Historique
Un premier projet de construction de phare fut autorisé dès 1855.
La construction finale est terminée en 1860. C'est une tourelle carrée avec un corps de logis.
Le premier feu est un feu fixe rouge. Il est ensuite remplacé dès 1880 par un appareil catadioptrique avec un feu fixe à secteurs rouges et blancs, puis, en 1895, par un feu fixe à secteurs blancs, rouges et verts.
Marie-Perrine Durand, la première femme gardienne de phare en France y est affectée durant 39 ans, jusqu'à sa mort en 1933.
En 1942, le feu est électrifié. En 1944, le phare est dynamité par les troupes allemandes.

## Phare actuel
L'ouvrage est reconstruit à l'identique entre 1948 et 1952. La pierre choisie est du granite rose de Bréhat et de Ploumanac'h. Il est automatisé.

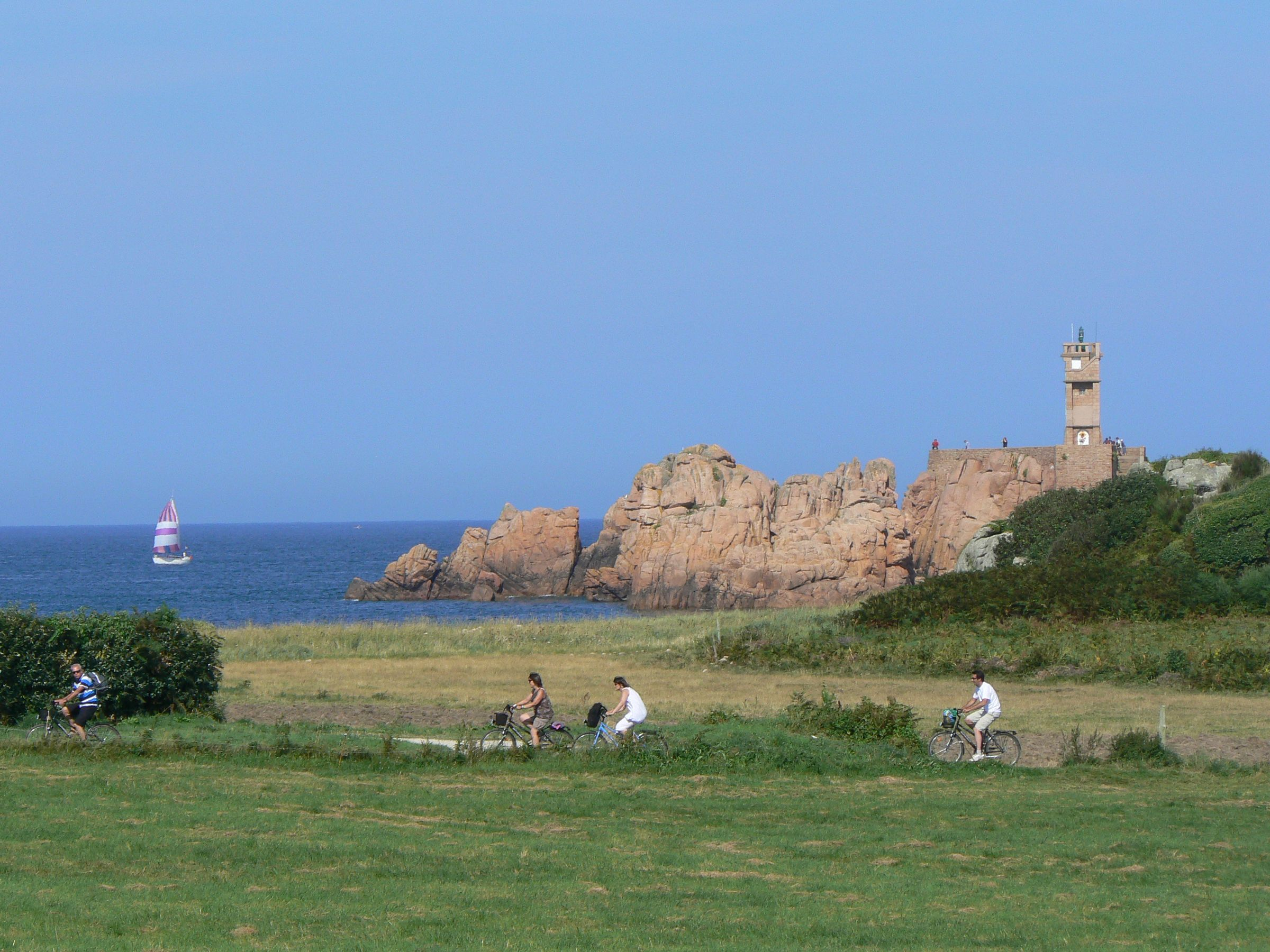
Ile de Bréhat - Le Phare du Paon
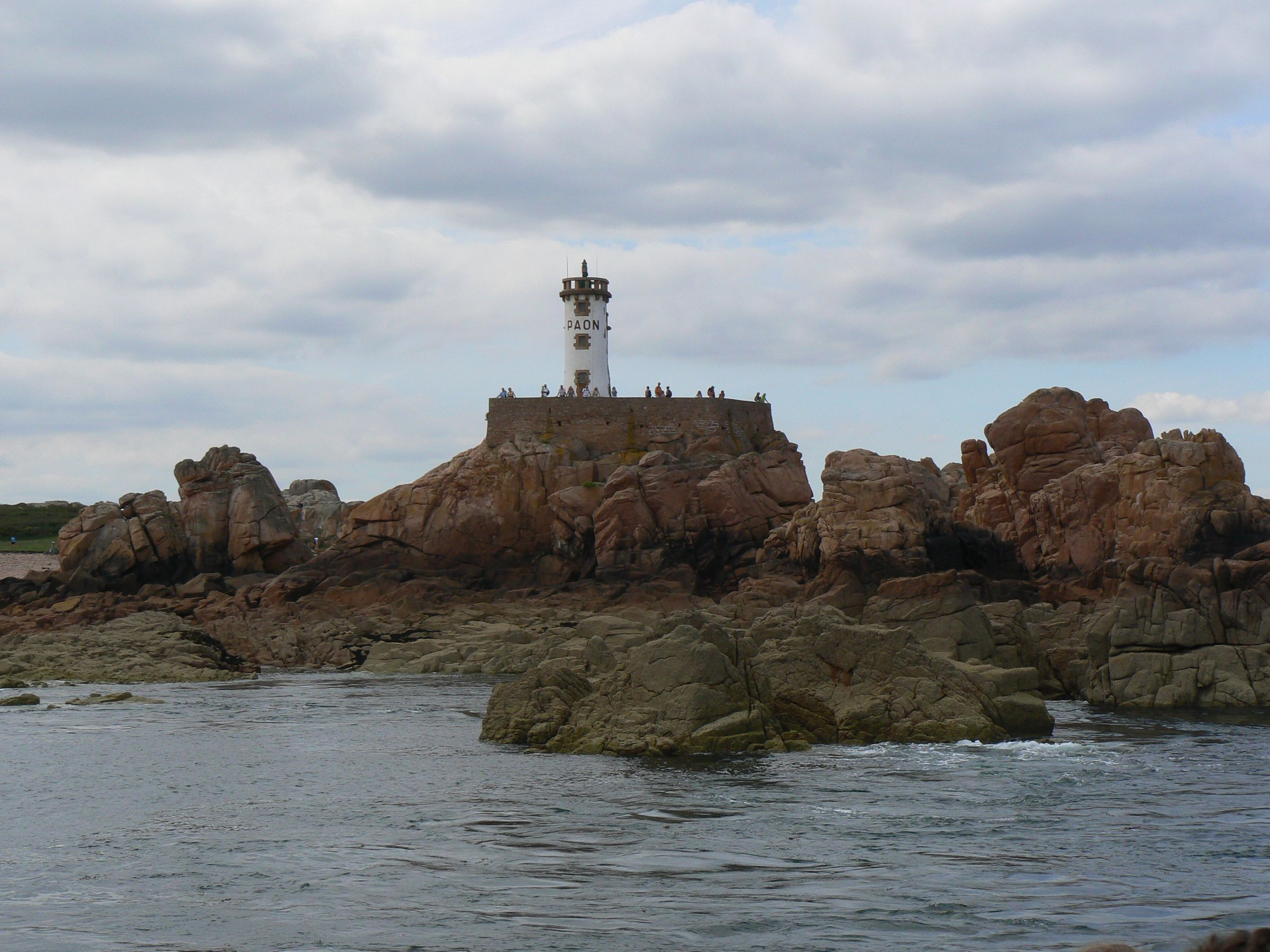
Le Phare du Paon